# Come Around Sundown
Come Around Sundown es el quinto álbum de estudio de la banda de rock estadounidense Kings of Leon, publicado en Irlanda, Austria y Alemania el 15 de octubre de 2010, en  el Reino Unido el 18 de octubre, y en los Estados Unidos el 19 de octubre.
El sencillo principal del álbum, Radioactive, fue publicado (en su videoclip) el 8 de septiembre de 2010 en la página web oficial del grupo. Al día siguiente fue emitido en exclusiva en la radio australiana.

## Listado de canciones
| N.º | Título            | Duración |  |
| 1.  | «The End»         | 6:01     |  |
| 2.  | «Radioactive»     | 3:26     |  |
| 3.  | «Pyro»            | 4:10     |  |
| 4.  | «Mary»            | 3:25     |  |
| 5.  | «The Face»        | 3:28     |  |
| 6.  | «The Immortals»   | 3:28     |  |
| 7.  | «Back Down South» | 4:01     |  |
| 8.  | «Beach Side»      | 2:51     |  |
| 9.  | «No Money»        | 3:05     |  |
| 10. | «Pony Up»         | 3:04     |  |
| 11. | «Birthday»        | 3:15     |  |
| 12. | «Mi Amigo»        | 4:06     |  |
| 13. | «Pickup Truck»    | 4:44     |  |